# Виррей-дель-Пино
Виррей-дель-Пино (исп. Virrey del Pino) — город в Аргентине в провинции Буэнос-Айрес в муниципалитете Ла-Матанса.

## История
Название города означает «вице-король Дель Пино», и указывает на Хоакина дель Пино, который в 1801—1804 годах был вице-королём Рио-де-ла-Платы. Не имеется никаких исторических документов, объясняющих почему город получил это название. Историки предполагают, что так как кто-то из многочисленных сыновей и дочерей вице-короля посещал одно из местных ранчо, местные жители решили, что оно принадлежит самому вице-королю, а затем название распространилось на всю местность.

## Экономика
В городе размещено много заводов — в частности, завод фирмы «Мерседес-Бенц», выпускающий многие модели автомобилей.